# Ciorna, Bârzula
Ciorna uneori Cernaia (în ucraineană Чорна) este un sat în comuna Ocna din raionul Bârzula, regiunea Odesa, Ucraina.
În trecut a fost un sat cu o numeroasă comunitate moldovenească (românească) – 20% din populație, conform recensământului sovietic din 1926.

## Demografie
Componența lingvistică a localității Ciorna
     Ucraineană (93,05%)
     Română (4,27%)
     Rusă (2,18%)
     Alte limbi (0,18%)
Conform recensământului din 2001, majoritatea populației localității Ciorna era vorbitoare de ucraineană (93,05%), existând în minoritate și vorbitori de română (4,27%) și rusă (2,18%).